# Jeremiah S. Chechik
 Jeremiah S. Chechik  (n. 1955, Montréal, provincia Québec, Canada) este un regizor canadian. A regizat filme ca Un Crăciun de neuitat sau Diabolicele.
Chechik a fost nominalizat la Zmeura de Aur pentru cel mai prost regizor în 1998 pentru regia filmului The Avengers, dar a „pierdut” în fața lui Gus Van Sant pentru regia refacerii filmului Psycho.

## Filmografie
- National Lampoon's Christmas Vacation (1989)
- Arrive Alive (1990-1991, film neterminat)
- Benny & Joon (1993)
- Tall Tale (1995)
- Diabolique (1996)
- The Avengers (1998)
- Meltdown (2004)
- The Bronx Is Burning (2007)
- The Right Kind of Wrong (2013)